# Děvín (odrůda révy vinné)
Děvín (zkratka De) je moštová odrůda révy vinné (Vitis vinifera), určená k výrobě bílých vín, která byla vyšlechtěna na Slovensku, kříženec odrůd Tramín červený a Veltlínské červenobílé.

## Popis
Réva vinná (Vitis vinifera) odrůda Děvín je jednodomá dřevitá pnoucí liána dorůstající v kultuře až několika metrů. Kmen tloušťky až několik centimetrů je pokryt světlou borkou, která se loupe v pruzích. Úponky umožňují této rostlině pnout se po tvrdých předmětech. Růst je středně bujný. Olistění odrůdy je spíše řidší.
List je malý až středně velký, tvar čepele pětiúhelníkový, třílaločnatý nebo pětilaločnatý s mělkými až středně hlubokými horními bočními výkroji. Vrchní strana čepele listu je středně puchýřnatá, vrásčitá, zvlněná, spodní slabě štětinatá, řapík listu je středně dlouhý, mírně narůžovělý, řapíkový výkroj lyrovitý, otevřený.
Oboupohlavní pětičetné květy v hroznovitých květenstvích jsou žlutozelené, samosprašné. Plodem je malá až středně velká (11 mm), kulatá až mírně elipsovitá bobule žlutozelené barvy s rozplývavě tekutou, aromatickou dužinou. Hrozen je středně velký (130-160 mm, 130 g), válcovitě-kuželovitý, středně hustý až hustý, křídlatý, se středně krátkou stopkou.

## Původ a rozšíření
Děvín je moštová odrůda vinné révy (Vitis vinifera), kterou vyšlechtili roku 1958 Ing. Dorota Pospíšilová, CSc. a Ing. Ondrej Korpás, CSc. ve Výzkumném ústavu vinohradnickém a vinařském v Bratislavě křížením odrůd Tramín červený a Veltlínské červenobílé.
Odrůda je od rozdělení federace první registrovanou slovenskou moštovou bílou odrůdou, byla zde registrována v prvním registračním "balíku" v roce 1997. Do Státní odrůdové knihy České republiky byla odrůda zapsána v roce 1998.
Na Slovensku byla roku 2005 pěstována na 75 hektarech, což je asi 0,5 % z celkové plochy vinic. Rozšířená je zejména v Malokarpatské a Jihoslovenské oblasti (Svodín, Rúbaň, Strekov). V České republice lze odrůdu pěstovat ve všech vinohradnických oblastech, snad s výjimkou Uherskohradišťska, pěstuje se pouze na 0,1 % plochy vinic, roku 2010 na 19 ha, průměrný věk vinic byl v té době 8 let. Udržovatelem odrůdy je v ČR Výzkumná stanice vinohradnická, s.r.o., Mutěnice.

## Název
Slovenský název odrůdy, „Devín“, je odvozen od názvu hradu Devín (též Devínský hrad), česky Děvín. Zřícenina bývalého hradu se nachází ve stejnojmenné bratislavské městské části Devín na návrší nad soutokem řek Moravy a Dunaje. Název hradu je odvozen z latinského slova „dowina“, v překladu „dívka“, právě od tohoto slova jsou odvozeny i názvy českých hradů Děvín, Dívčí hrady apod.
Další, lokálně používaná synonyma odrůdy jsou : Devín (Slovensko), Devin, TCVCB 15/4

## Pěstování
Při přetížení, ke kterému má odrůda sklon, reaguje vadnutím zelených částí keřů. Úrody jsou poměrně pravidelné, obsah cukrů bývá vyšší a rychle se zvyšuje koncem zrání, proto je možné získávat odrůdová vína s přívlastkem vyšších stupňů. Pro střední vedení se doporučují podnože SO-4, pro vysoké vedení pak bujnější podnože Cr 2, LE-K/1 a K 5BB. Pro úrodnější půdy se doporučuje vysoké vedení, pro půdy méně úrodné vedení střední. Nejvhodnější je řez na dva tažně při zatížení 6 až 8 plodných oček/m2. Je to plodná odrůda, která při průměrném výnosu 10 až 12 t/ha poskytuje hrozny s cukernatostí nad 19-24 °NM. Ve vhodných letech lze ponechat hrozny přezrát, aby se docílilo cukernatosti 23-28 °NM a tím vína s přívlastkem výběr z hroznů. Když po napadení botrytidou nastane období "babího léta", působí tato plíseň pozitivně a vytváří se vzácné cibéby, základ pro bobulové výběry. Mezní hodnoty jsou 10-17 t/ha, 19-28 °NM a acidita 6,5-10,5 g/l.

### Fenologie
Doba rašení oček je středně pozdní, odrůda kvete raně. Sklizňová zralost začíná na přelomu září a října až v první polovině října.

### Choroby a škůdci
Proti napadení houbovými chorobami je odrůda méně odolná, příliš netrpí plísní révovou (Plasmopara viticola), ale je citlivější na padlí révové (Uncinula necator) a plíseň šedou (Botrytis cinerea). Proti poškození zimními mrazy je středně odolná. Jarní mrazy odrůdu většinou nepoškozují. Netrpí sprcháváním květenství, není nijak zvlášť poškozována ani hmyzem.

### Poloha a půdy
Na stanoviště není náročná, je možné ji pěstovat prakticky všude. V příznivých, teplých lokalitách na svahovitých pozemcích poskytuje hrozny vyšší cukernatosti a je vhodná pro výrobu vín s přívlastkem. Více jí vyhovují půdy hlubší, dobře zásobené vodou, ale teplé. Ve výsušných polohách a při nedostatečném provzdušňování půdy se vyvíjí menší bobule s nižší cukernatostí.

## Víno
I když se setkáme s víny jakostními, pro odrůdu jsou typická vína přívlastková, a to až do výběru z cibéb. K výrobě vína se doporučuje metoda krátké macerace, ta uchová aromatické látky, obsažené ve slupkách bobulí. Dopomůže též výběr vhodného kmene kvasinek. U suchých vín bývá aroma často nevýrazné a zastřené vysokým obsahem alkoholu (14-16 obj. %). Proto je u vín z hroznů s vysokou cukernatostí vhodné nenechat je prokvasit do sucha a směřovat spíše k dosažení harmonie mezi cukrem, kyselinami a aromatickým charakterem vín.
Typická, dobře zvládnutá odrůdová vína bývají zelenožluté až zlatožluté barvy, extraktivní, aromatická, muškátově-květnatě-kořenitého charakteru a harmonická, s jemnými a pikantními kyselinkami. Ve vůni můžeme hledat lipový med a stejně jako v chuti i kořenité tóny tramínové a muškátové, růži, zralý grapefruit, ale i broskve a květ černého bezu. U bobulových výběrů se připojuje typická chlebovinka. Na druhé straně, při neredukované sklizni a nižším stupni vyzrálosti hroznů bývá odchod vína tupý a nahořklý. Vína mohou hořknout též delší archivací.

### Stolování
Vína suchá se hodí k masitým pokrmům s omáčkami, k bílým masům. Polosladká můžeme podávat k některým druhům sýrů či k dezertům.

### Multimédia
- Ing. Radek Sotolář : Multimediální atlas podnožových, moštových a stolních odrůd révy, Mendelova zemědělská a lesnická universita Brno, zahradnická fakulta v Lednici
- Martin Šimek : Encyklopédie všemožnejch odrůd révy vinné z celýho světa s přihlédnutím k těm, co již ouplně vymizely, 2008-2012